# Commelina umbellata
Commelina umbellata är en himmelsblomsväxtart som beskrevs av Heinrich Christian Friedrich Schumacher och Peter Thonning. Commelina umbellata ingår i släktet himmelsblommor, och familjen himmelsblomsväxter. Inga underarter finns listade.